# Dale Carnegie
Dale Carnegie (oorspronkelijk Carnagey) (24 november 1888 - 1 november 1955) was een Amerikaanse schrijver en de ontwikkelaar van beroemde cursussen in zelf-verbetering, salesmanship, collectieve opleiding, spreken voor publiek en interpersoonlijke vaardigheden. Hij was de auteur van How to Win Friends and Influence People, voor het eerst gepubliceerd in 1936, een van de grootste bestsellers aller tijden die zelfs vandaag de dag populair blijft. Hij schreef ook een biografie van Abraham Lincoln, getiteld Lincoln the Unknown, naast verscheidene andere boeken.
Carnegie was een vroege aanhanger van wat nu responsibility assumption wordt genoemd, hoewel dit slechts minimaal in zijn geschreven werk naar voren komt. Een van de kernideeën in zijn boeken is dat men het gedrag van andere mensen kan veranderen door zijn eigen gedrag eerst te veranderen.

## Biografie
Geboren in 1888 in Maryville, Missouri, was Carnegie een arme boerenzoon, de tweede zoon van James William en Amanda Elizabeth Carnagey. In zijn jeugd slaagde hij erin te studeren ondanks het feit dat hij elke dag om 4 uur moest opstaan om de koeien te melken. In zijn eerste baan na de universiteit verkocht hij correspondentiecursussen aan boeren; daarna richtte hij zich op het verkopen van bacon, zeep en reuzel voor Pantser & co. Hij was uiterst succesvol in het veroveren van zijn verkoopgebied, zuidelijk Omaha, koploper voor de firma.
Waarschijnlijk is een van Dale Carnegies succesvolste marketingstunts geweest om zijn achternaam te veranderen van Carnagey naar Carnegie, in een tijd dat Andrew Carnegie een wijd gerespecteerde en erkende naam was. Carnegies eerste huwelijk eindigde in 1931 in een scheiding. Op 5 november 1944 trouwde hij Dorothy Price Vanderpool die ook een scheiding achter de rug had. Carnegie had twee dochters; Rosemary uit zijn eerste huwelijk, en Donna Dale uit z'n tweede.
Hij stierf in 1955 aan de ziekte van Hodgkin en is begraven in Belton, Missouri.

## Dale Carnegie Training
Deze training richt zich op de vaardigheden die noodzakelijk zijn om goed te kunnen functioneren in de moderne zakenwereld. Een deelnemer leert beter en effectiever om te gaan met andere mensen, stress onder controle te houden en om te gaan met snel veranderende werkomstandigheden. Ook zou men beschikken over meer hulpmiddelen om overtuigend te communiceren, problemen op te lossen en effectief leiding te geven. 